# Бертоцци, Каролин
Каролин Рут Бертоцци (англ. Carolyn Ruth Bertozzi, род. 10 октября 1966 года, Бостон) — американский химик, нобелевский лауреат  (2022).
Доктор философии (1993), именной профессор Стэнфордского университета, прежде сотрудница UC Berkeley и LBNL. Член Национальных Академии наук (2005) и Медицинской академии (2011) США, Леопольдины (2008), иностранный член Лондонского королевского общества (2018). Удостоена множества отличий. В возрасте 33 лет получила стипендию Мак-Артура. В 2010 году стала первой женщиной, получившей престижную награду Lemelson-MIT Prize.

## Биография
Родилась в семье физика-ядерщика Уильяма Бертоцци (род. 1931), профессора Массачусетского технологического института, основателя и многолетнего директора там линейного ускорителя Бейтса (англ. Bates Linear Accelerator Center). Мать, филолог Норма Глория Бертоцци (урождённая Беррингер; 1933—2021), до рождения детей также работала в отделении физики Массачусетского технологического института. Каролин выросла в  Лексингтоне (штат Массачусетс), она средняя из трёх дочерей. Старшая сестра — математик Андреа Луиза Бертоцци (род. 1965), младшая сестра — эрготерапевт Диана Джой Хиндерманн (род. 1969). Каролин Бертоцци – открытая лесбиянка
Окончила с отличием Гарвардский университет (бакалавр химии, 1988), где под руководством профессора Джо Грабовски работала над созданием фотоакустического калориметра; Phi Beta Kappa (1987). В 1993 году в Беркли получила степень доктора философии (Ph.D.), работая над химическим синтезом аналогов олигосахаридов, а в рамках постдокторантуры по иммунологии в Калифорнийском университете изучала воздействие эндотелиальных олигосахаридов на облегчение адгезии клеток в очагах воспаления.
В 1996 году возвратилась в Беркли, поступив в штат его химического факультета; бывший директор Molecular Foundry, нанотехнологического исследовательского центра в Национальной лаборатории имени Лоуренса в Беркли. С 2015 года в Стэнфорде.
В настоящее время работает в области гликобиологии и биоортогональной химии. Исследовательница Медицинского института Говарда Хьюза.
Член Американской академии искусств и наук (2003), фелло Американской ассоциации содействия развитию науки (2002).

## Награды, отличия, почести
- Danforth (Уильяма Дэнфорта[англ.]) Teaching Award (1987)
- New England American Institute of Chemists[англ.] (Американского института химиков в Новой Англии) Award (1988)
- Премия Томаса Хупса[англ.] (1988)
- Outstanding Graduate Student Instructor Awards (1989, 1990)
- Bruce Mahan[англ.] Teaching Award (1992)
- Camille and Henry Dreyfus (Камиля и Генри Дрейфусов) New Faculty Award (1995)
- Exxon Education Fund Young Investigator Award (1996)
- Pew Scholars Award in the Biomedical Sciences (1996)
- New Investigator Award in Pharmacology, Burroughs Wellcome Fund[англ.] (1997)
- Стипендия Слоуна (1997)
- Horace S. Isbell Award in Carbohydrate Chemistry (награда Хораса Исбелла в химии углеводов), Американское химическое общество (1997)
- Office of Naval Research[англ.] Young Investigator Award (1998)
- Research Corporation[англ.] Research Innovation Award (1998)
- Glaxo Wellcome Scholar (1998)
- Prytanean Faculty Award, Беркли (1998)[15]
- Beckman Young Investigators Award[англ.] (1998)[16]
- Joel H. Hildebrand Chair in Chemistry (1998-2000)
- Премия имени Артура Коупа, Американское химическое общество (1999, 2017)
- Camille Dreyfus (Камиля Дрейфуса) Teacher-Scholar Award (1999)
- Стипендия Мак-Артура (1999)
- Названа в числе 20 Young Scientists to Watch по версии журнала «Discover» (2000)[17]
- Presidential Early Career Award for Scientists and Engineers[англ.] (2000)
- UC Berkeley Department of Chemistry Teaching Award (2000)
- Merck Academic Development Program Award (2000)
- ACS Award in pure chemistry[англ.] (2001)
- UC Berkeley Distinguished Teaching Award (2001)
- Donald Sterling Noyce (Дональда Стерлинга Нойса) Prize for Excellence in Undergraduate Teaching (2001)
- Irving Sigal (Ирвинга Сигала) Young Investigator Award, Protein Society[англ.] (2002)
- Iota Sigma Pi Agnes Fay Morgan Research Award[англ.] (2004)
- Медаль Хавинги  (англ. Havinga Medal), Лейденский университет (2005)
- T.Z. and Irmgard Chu Distinguished Professorship in Chemistry (2005)
- ЛГБТ-учёный года (англ. GLBT Scientist of the Year Award), National Organization of Gay and Lesbian Scientists and Technical Professionals[англ.] (2007)[18][19]
- Ernst Schering Prize[англ.] одноимённого фонда (2007)[20]
- Li Ka Shing (Ли Кашина) Women in Science Award (2008)
- Roy L. Whistler International Award in Carbohydrate Chemistry (2008)[21]
- Премия Уилларда Гиббса (2008)
- William H. Nichols Medal[англ.] (2009)
- Harrison Howe Award, Рочестерская секция Американского химического общества (2009)[22]
- Медаль Альберта Хофмана, Университет Цюриха (2009)
- Lemelson-MIT Prize (2010)[23]
- Bioorganic Chemistry Award, Organic Division Королевского химического сообщества (2010)
- Tetrahedron Young Investigator Award for Bioorganic and Medicinal Chemistry (2011)[24]
- Emanuel Merck Lectureship (2011)[25]
- Мемориальные лекции Вейцмана (2012)
- Heinrich Wieland Prize[англ.], Boehringer Ingelheim Foundation (2012)
- ACS Chemical Biology Lectureship[англ.] (2012)
- Премия Эрнеста Лоуренса (2014)
- Премия НАН США по химическим наукам[англ.] (2016)
- Введена в Национальный зал славы изобретателей (2017)
- Hans Neurath Lecture (2019)
- Премия Джона Карти НАН США (2020)
- Glenn T. Seaborg Medal[англ.] (2020)
- F. A. Cotton Medal[нем.] (2020)
- Премия Вольфа по химии (2022)
- Премия Хейнекена (2022)
- Welch Award in Chemistry[англ.] (2022)
- Bijvoet Medal[англ.] (2022)
- Lifetime Mentor Award, AAAS (2022)
- Нобелевская премия по химии (2022)
- Премия Диксона по медицине (2022)
- Helen Dean King Award (2022)[26]
- Roger Adams Award (2023)

## Ключевые публикации
- Mahal L. K., Yarema K. J., Bertozzi C. R. Engineering Chemical Reactivity on Cell Surfaces Through Oligosaccharide Biosynthesis // Science. — 1997. — Т. 276, № 5315. — С. 1125–1128. — doi:10.1126/science.276.5315.1125.
- Saxon E., Bertozzi C. R. Cell Surface Engineering by a Modified Staudinger Reaction // Science. — 2000. — Т. 287, № 5460. — С. 2007–2010. — doi:10.1126/science.287.5460.2007.
- Bertozzi C. R., Kiessling L. L. Chemical Glycobiology // Science. — 2001. — Т. 291, № 5512. — С. 2357–2364. — doi:10.1126/science.1059820.
- Prescher J. A.; Bertozzi C. R. Chemistry in living systems // Nature Chemical Biology. — 2005. — Т. 1, № 1. — С. 13–21. — doi:10.1038/nchembio0605-13.
- Wang P. G., Bertozzi C. R. Glycochemistry: Principles, Synthesis, and Applications. — New York: Marcel Dekker, 2001. — ISBN 978-0-8247-0538-1.